# دييجينهو (لاعب كرة قدم)
دييجينهو (بالبرتغالية: Diego Evangelista dos Santos‏) هو لاعب كرة قدم برازيلي في مركز الدفاع، ولد في 29 سبتمبر 1989 في Caarapó ‏ في البرازيل. لعب مع باوليستا وريد بل براغانتينو ونادي برازيليا ونادي فلومينينسي.

## وصلات خارجية
- دييجينهو (لاعب كرة قدم) على موقع قاعدة بيانات كرة القدم.إي يو (الإنجليزية)
- دييجينهو (لاعب كرة قدم) على موقع Soccerway.com (الإنجليزية)